# Joan Haggerty
Pour les articles homonymes, voir Haggerty.
Joan Haggerty (née le 26 avril 1940) est une nouvelliste canadienne.

## Biographie
Née à Vancouver en Colombie-Britannique, Haggerty étudie l'anglais et le théâtre à l'Université de la Colombie-Britannique. De 1962 à 1972, elle vit à Londres, Formentera en Espagne et à New York. Elle s'installe ensuite à Telkwa sur les rives de la rivière Widzin'kwa en Colombie-Britannique.

## Référence
- (en) Cet article est partiellement ou en totalité issu de l’article de Wikipédia en anglais intitulé « Joan Haggerty » (voir la liste des auteurs).

1. 1 2  (en) « Daughters Of The Moon" Is Strictly Women's Novel », Youngstown Vindicator (en),‎ 19 décembre 1971 (lire en ligne, consulté le 24 janvier 2011)